# Motí de la Força Aèria de Bangladesh de 1977
El motí de la Força Aèria de Bangladesh de 1977 va ser un motí en Dhaka l'1 d'octubre de 1977 per part de membres de la Força Aèria de Bangladesh i del Cos de Transmissors de l'Exèrcit de Bangladesh.

## Context
Bangladesh estava sota un govern militar encapçalat pel president Ziaur Rahman, que havia arribat al poder mitjançant un cop d'estat. El govern de Bangladesh estava concentrat amb el segrest del vol 472 de Japan Airlines i l'intercanvi d'ostatges per un rescat. L'Exèrcit Roig Japonès havia segrestat l'avió i l'havia fet aterrar en l'aeroport de Tejgaon, en Dhaka. Els segrestadors van ser advertits del motí i se'ls va dir que adoptessin una posició defensiva si veien que personal armat es dirigia a l'avió per la torre de control aeri.
El cop d'estat estava previst per al 27 de setembre de 1977, durant el discurs de Ziaur davant el personal de la Força Aèria el Dia de la Força Aèria, però la cerimònia es va cancel·lar a causa del segrest d'un avió japonès.

## Fets
La revolta va ser duta a terme per soldats de menor rang del Batalló de Senyals de l'Exèrcit de Bangladesh i de la Força Aèria de Bangladesh. Va ser dirigida pel sergent Afsar de la Força Aèria de Bangladesh, que estava influenciat per la ideologia socialista del Jatiya Samajtantrik Dal. Els amotinats van matar a 11 oficials en l'aeroport de Tejgaon. Deu soldats de l'exèrcit van ser assassinats. Els amotinats van prendre breument l'emissora de ràdio de Dhaka i van atacar la residència del president Ziaur Rahman. Després que el govern sufoqués el motí, centenars de membres de la Força Aèria van ser detinguts. Van ser ràpidament condemnats en tribunals militars. Alguns van ser condemnats a presó, però la majoria van ser executats en la Presó Central de Dhaka. El govern del president Zia va anunciar oficialment l'execució de 561 membres de l'Exèrcit de l'Aire a la forca.